# Ngữ hệ Tupi
Ngữ hệ Tupi hay ngữ hệ Tupí là một ngữ hệ gồm khoảng 70 ngôn ngữ hiện diện tại Nam Mỹ, trong đó nổi tiếng nhất là tiếng Tupi và Guarani.

## Nơi bắt nguồn (urheimat)
Rodrigues (2007) cho rằng urheimat của ngôn ngữ Tupi nguyên thủy nằm ở đâu đó giữa sông Guaporé và sông Aripuanã, trong vùng lưu vực sông Madeira. Đa phần vùng này tương ứng với Rondônia, Brasil ngày nay. 5 trong số 10 nhánh ngôn ngữ Tupi, cũng như vài ngôn ngữ Tupi–Guarani (đặc biệt là tiếng Kawahíb), có mặt trong vùng này. Rodrigues tin rằng ngôn ngữ Tupi nguyên thủy hiện diện vào khoảng 5.000 TCN

## Lịch sử và phân loại
Khi người Bồ Đào Nha đến Brasil, họ đã nhận ra, khi đi dọc dải bờ biển của vùng đất mới này, rằng đa số người bản địa đều nói những ngôn ngữ tương tự nhau. Những nhà truyền giáo Dòng Tên đã sử dụng lợi thế này, hệ thống hóa thành một ngôn ngữ chuẩn chung, khi đó có tên línguas gerais, mà vẫn được sử dụng cho tới tận thế kỷ XIX. Ngôn ngữ nổi tiếng nhất và từng được dùng rộng rãi nhất là tiếng Tupi cổ, nay chỉ còn được nói bởi thổ dân Nam Mỹ tại vùng Rio Negro, nơi nó được gọi là Nheengatu ([ɲɛʔẽŋaˈtu]), nghĩa là "ngôn ngữ tốt".
Tại những thuộc địa Tây Ban Nha lân cận, tiếng Guaraní, một ngôn ngữ Tupi khác, có liên quan đến tiếng Tupi cổ, cũng có lịch sử tương tự, nhưng đã thành công trong việc không bị tiếng Tây Ban Nha lấn át. Hiện nay, tiếng Guaraní có hơn 7 triệu người nói, và là một trong những ngôn ngữ chính thức của Paraguay. Ngữ hệ Tupi còn gồm nhiều ngôn ngữ khác với số người nói ít hơn.
Rodrigues & Cabral (2012) liệt kê 10 nhánh ngôn ngữ Tupi, chia vào hai nhóm Tupi Tây và Tupi Đông.
- Tupi Tây
  - Arikém (2 ngôn ngữ)
  - Tuparí (6 ngôn ngữ)
  - Mondé (6 ngôn ngữ)
  - Puruborá–Ramaráma (Rôndonia) (3 ngôn ngữ)
- Tupi Đông
  - Yurúna (Jurúna) (3 ngôn ngữ)
  - Mundurukú (2 ngôn ngữ)
  - Mawé
  - Awetï
  - Tupi–Guarani (50 ngôn ngữ)